# Débat télévisé du second tour de l'élection présidentielle française
Le débat télévisé du second tour de l'élection présidentielle, parfois appelé débat de l'entre-deux-tours, est un événement politique et médiatique des élections présidentielles françaises sous la Cinquième République.
Bien que ne constituant pas une obligation, le débat télévisé entre les finalistes est devenu au cours des années une tradition. Rituel républicain inauguré en 1974 avec la confrontation de Valéry Giscard d'Estaing et François Mitterrand, cet événement attendu s'inspire de la pratique américaine, le même type de rendez-vous existant depuis septembre 1960 aux États-Unis, date d'un débat entre Richard Nixon et John Fitzgerald Kennedy, les débats américains relevant au contraire des français de l'interaction indirecte.
Au sein de la grande famille des débats politico-médiatiques, ce cérémonial dont les règles se sont rapidement stabilisées, occupe une place privilégiée de par l'importance de son audience et la gravité de son enjeu. Son dispositif, sa charte de réalisation, la scénographie construite entre les débattants, les journalistes modérateurs et le public, le script, les stratégies de questionnement (ou de non questionnement) de ces journalistes, et les procédés rhétoriques que les candidats mobilisent (clashs, figures de style, petites phrases relevant d'attaques verbales, procédés argumentatifs) sont suffisamment spécifiques et contraignants pour que l'on puisse parler à ce sujet d'un « genre » particulier — et même « unique en son genre ». Chaque débat donne ainsi lieu à de nombreux commentaires et analyses du discours politique de la part de journalistes, politologues et linguistes.

## Historique

### Prémices
Lors de l'élection présidentielle de 1965, Charles de Gaulle n'utilise pas son temps de parole officiel, pensant l'emporter dès le premier tour ; mis en ballotage par François Mitterrand, il accepte néanmoins de dialoguer à la télévision avec le journaliste Michel Droit. Au scrutin de 1969, Georges Pompidou ne débat pas non plus avec son adversaire Alain Poher mais accepte de converser à la radio avec le leader centriste Jacques Duhamel.
S'inspirant des débats présidentiels américains depuis 1960, les journalistes Michel Bassi et Alain Duhamel ont l'idée de lancer sur le même modèle un débat de l'entre-deux-tours de l'élection présidentielle à la télévision française[réf. nécessaire]. Il se tient pour la première fois le 10 mai 1974.

### Généralités

#### Organisation
Généralement, des journalistes et animateurs, directeurs et directrices de l'information, etc. des première et deuxième chaîne de la télévision française (Première chaîne de l'ORTF, Deuxième chaîne de l'ORTF, TF1, Antenne 2/France 2) sont choisis pour animer ce débat du second tour de l'élection présidentielle. Il est diffusé simultanément à la télévision et à la radio.

#### Animation
Huit duos mixtes ont animé le débat. Le tandem Alain Duhamel-Guillaume Durand, en 1995, est le premier et le seul duo masculin à ce jour à l'avoir présenté. Michèle Cotta et Alain Duhamel sont les deux personnalités qui l'ont arbitré deux fois (respectivement en 1981 et 1988 ; 1974 et 1995). Par ailleurs, Alain Duhamel en reste à ce jour le plus jeune animateur (33 ans en mai 1974).

#### Règles: durée du débat, temps de parole
La durée globale du débat du second tour de l'élection présidentielle (le temps d'antenne) est fixée par les organisateurs et les équipes des candidats en fonction du nombre de thématiques choisies, mais le débordement est toléré et même usuel. Le débat a ainsi une durée très variable, passant d'1 heure et 41 minutes en 1974 (Valéry Giscard d’Estaing/François Mitterrand) à 2 heures et 50 minutes en 2012 (François Hollande/Nicolas Sarkozy). L'alternance des tours de parole est prise en charge par les candidats ou, à défaut, par les animateurs, pour gérer les multiples délits conversationnels (interruptions ou chevauchements de parole qui répondent à diverses motivations : entrave du déroulement de l'exposé, souci de relever ou rectifier une bourde ou une contrevérité). Des chronomètres signalent la répartition du temps de parole dont les deux journalistes assurent un arbitrage strict.

### Protagonistes
Neuf personnes qualifiées pour le second tour de l'élection présidentielle (7 hommes et 2 femmes) ont participé au moins une fois au débat : Valéry Giscard d'Estaing (2 fois), François Mitterrand (3 fois), Jacques Chirac (2), Lionel Jospin (1), Nicolas Sarkozy (2), Ségolène Royal (1), François Hollande (1), Emmanuel Macron (2), Marine Le Pen (2). Quatre ont été des présidents sortants (Valéry Giscard d'Estaing en 1981, François Mitterrand en 1988, Nicolas Sarkozy en 2012 et Emmanuel Macron en 2022).
Quatre candidats se sont retrouvés face à face deux fois et ce, de façon consécutive : Valéry Giscard d'Estaing et François Mitterrand (en 1974 et 1981) ; Emmanuel Macron et Marine Le Pen (en 2017 et 2022).

### Sondages d'opinion
Les sondages d'opinion réalisés après chaque débat permettent aux sondeurs de poser plusieurs questions aux personnes interrogées sur cet événement politique, et en premier lieu sur le vainqueur du duel. Ce type de question aux sondés pose la problématique du sondage relative à ce type de question. « Sur quels critères repose l'attribution de la victoire ? La sincérité des propos ? La connaissance des dossiers ? L'ethos donné à voir ? L'attitude générale ? Peut-on porter un regard scientifique sur cette question ? »

## Composition et déroulement des débats

### Débat du 10 mai 1974

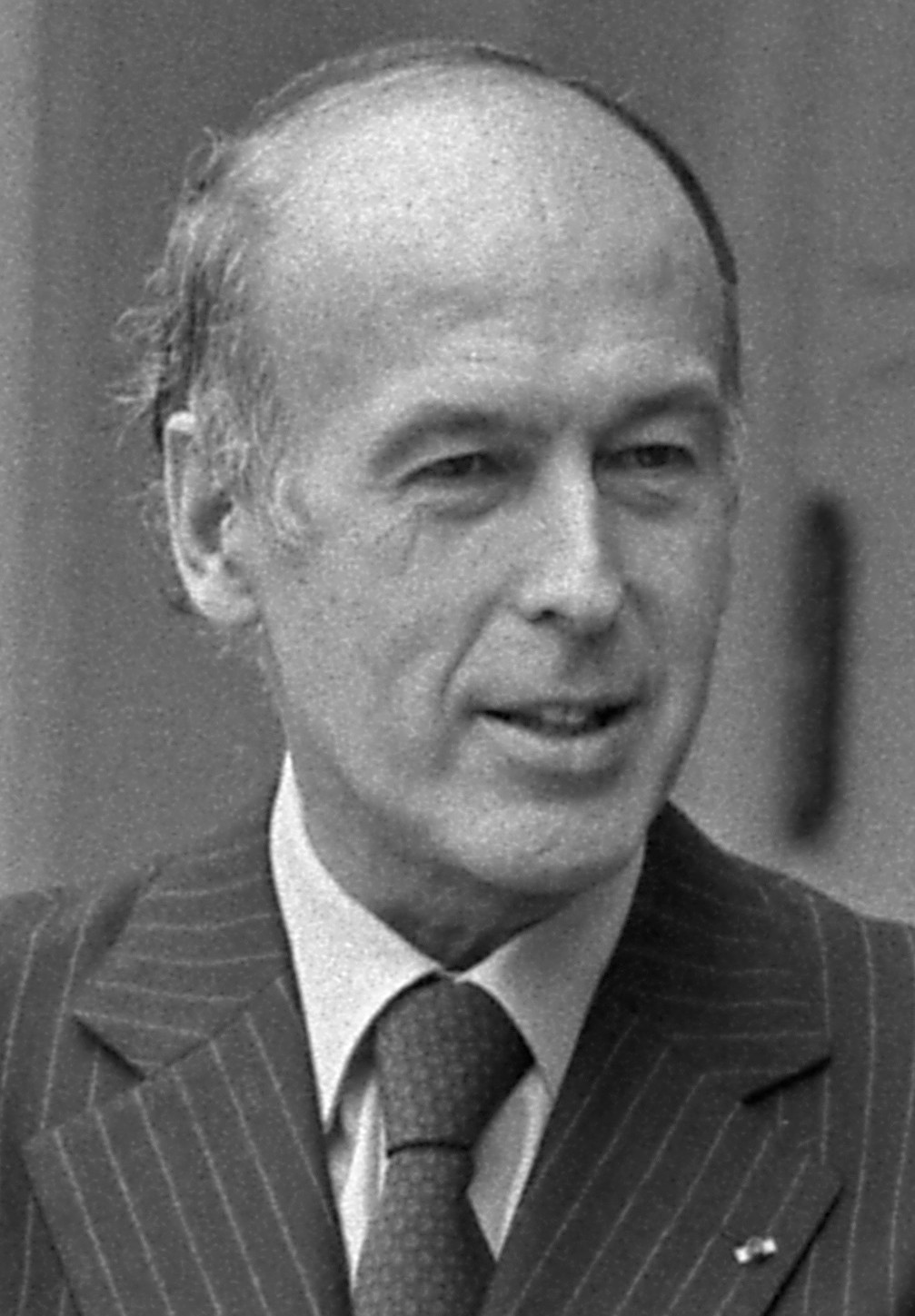
Valéry Giscard d'Estaing, élu.
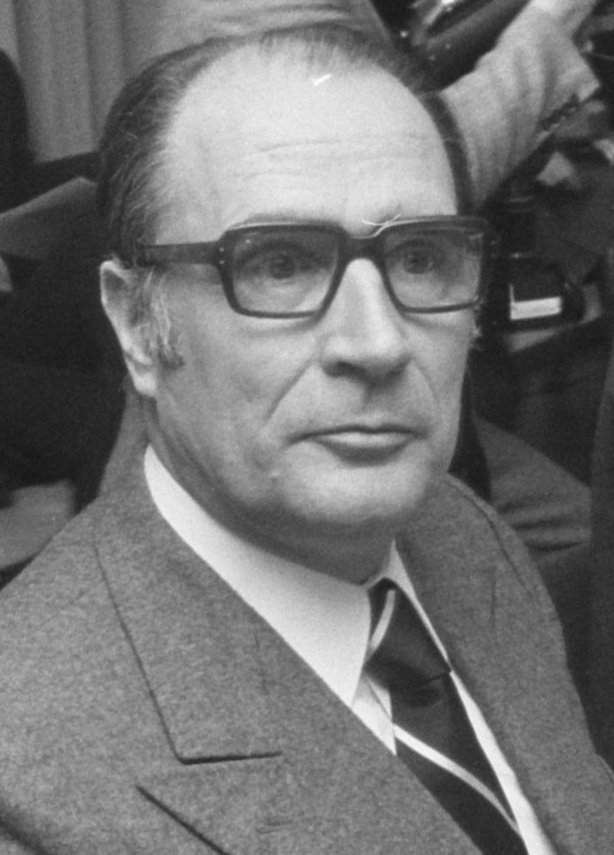
François Mitterrand, battu.

- Titre : Campagne pour l'élection du président de la République
- Protagonistes : François Mitterrand (43,25 %) et Valéry Giscard d'Estaing (32,60 %)
- Présentateurs : Jacqueline Baudrier et Alain Duhamel
- Lieu : Studio 101 de la Maison de la Radio à Paris
- Réalisateur : Roger Benamou
- Diffusion : en direct sur la Première chaîne et la Deuxième chaîne de l'ORTF, à la radio sur France Inter ; relayé par les radios périphériques et diffusé par une douzaine de télévisions de pays européens et africains.
- Durée : 1 h 41
- Audience (France uniquement) : environ 25 millions de téléspectateurs[5].

Pour la première fois, les candidats du second tour d'une élection présidentielle acceptent de se confronter verbalement dans un débat télévisé. Ainsi, Valéry Giscard d'Estaing et François Mitterrand sont en confrontation directe. Les deux finalistes du second tour sont alors à égalité dans les sondages. De plus, la Commission nationale de contrôle a accepté ce débat proposé par le président-directeur-général de l'ORTF, Marceau Long. Les deux journalistes et le réalisateur ont été choisis en accord avec les candidats eux-mêmes. Les journalistes animant le débat ne sont autorisés qu'à faire respecter les temps de parole et à veiller au bon déroulement du débat. Ils ne sont pas tenus de poser des questions aux candidats. Les temps de parole sont représentés par deux grands chronomètres avec le nom des deux candidats inscrits au-dessus mais ne sont pas visibles durant les échanges entre les deux candidats.
La journaliste-présentatrice Jacqueline Baudrier affirme que ce débat est un « grand événement sans précédent à la télévision française ». Il ouvre la campagne du deuxième tour de l'élection présidentielle à l'ORTF.
La durée prévue est de 1 h 30 : les deux candidats ont accepté de donner 45 minutes de leur temps de parole que la loi leur accorde pour le second tour de l'élection présidentielle.
Les grands thèmes de ce débat sont : la politique étrangère, les institutions, les libertés, la politique économique et sociale.
Un tirage au sort a été effectué avant la tenue du débat : Valéry Giscard d'Estaing prend le premier la parole et François Mitterrand sera le dernier à énoncer sa conclusion. Une des petites phrases restée célèbre est celle prononcée par Giscard d'Estaing disant à Mitterrand « Vous n'avez pas le monopole du cœur ».
Tout au long du débat, François Mitterrand critique le bilan de la majorité et du gouvernement sortant (gouvernement Messmer sous la présidence de Georges Pompidou puis d'Alain Poher par intérim) dans lequel Valéry Giscard d'Estaing siège en tant que ministre de l'Économie et des Finances. Quant à Giscard d'Estaing, il reproche à Mitterrand d'être « un homme du passé » avec lequel « on ne peut pas parler d'avenir ». C'est entre autres une allusion à la longue carrière de François Mitterrand, qui avait été nommé ministre pour la première fois 27 ans plus tôt. Valéry Giscard d'Estaing pose également des questions en rafale à son adversaire concernant sa capacité à gouverner avec les communistes et essaie de le déstabiliser en faisant référence à Clermont-Ferrand, « une ville qui vous connaît bien et qui me connaît bien », ville d'origine d'Anne Pingeot, la maîtresse du candidat socialiste et enceinte de Mazarine en mai 1974 (toutefois à l'époque, seul François Mitterrand peut comprendre l'allusion, cette histoire n'étant pas publique, et seulement révélée à l'automne 1994, même si le tout-Paris journalistique avait déjà eu vent de la double vie de Mitterrand).
Il est à noter que le premier débat entre deux candidats à l'élection présidentielle en France a eu lieu en 1974, avant le premier tour, également entre Valéry Giscard d'Estaing et François Mitterrand, mais à la radio. Diffusé en direct, devant un public, on entend notamment Mitterrand affirmer : « Je ne suis pas Flaubert », et Giscard lui répondre : « Peut-être que les électeurs vous permettront de le devenir ». Puis les deux hommes dissertent sur le nombre 11. Mitterrand : « Vous avez été onze ans ministre ». Giscard : « Vous, vous l'avez été onze fois, j'ai compté ».
D'une durée de 1 heure et 41 minutes, ce débat est le plus court (toutes années confondues).
Le lendemain du débat de l'entre deux-tours, Valéry Giscard d'Estaing gagne 1,5 point dans les sondages.
Le vainqueur de l'élection présidentielle est Valéry Giscard d'Estaing (50,81 %).

### Débat du 5 mai 1981

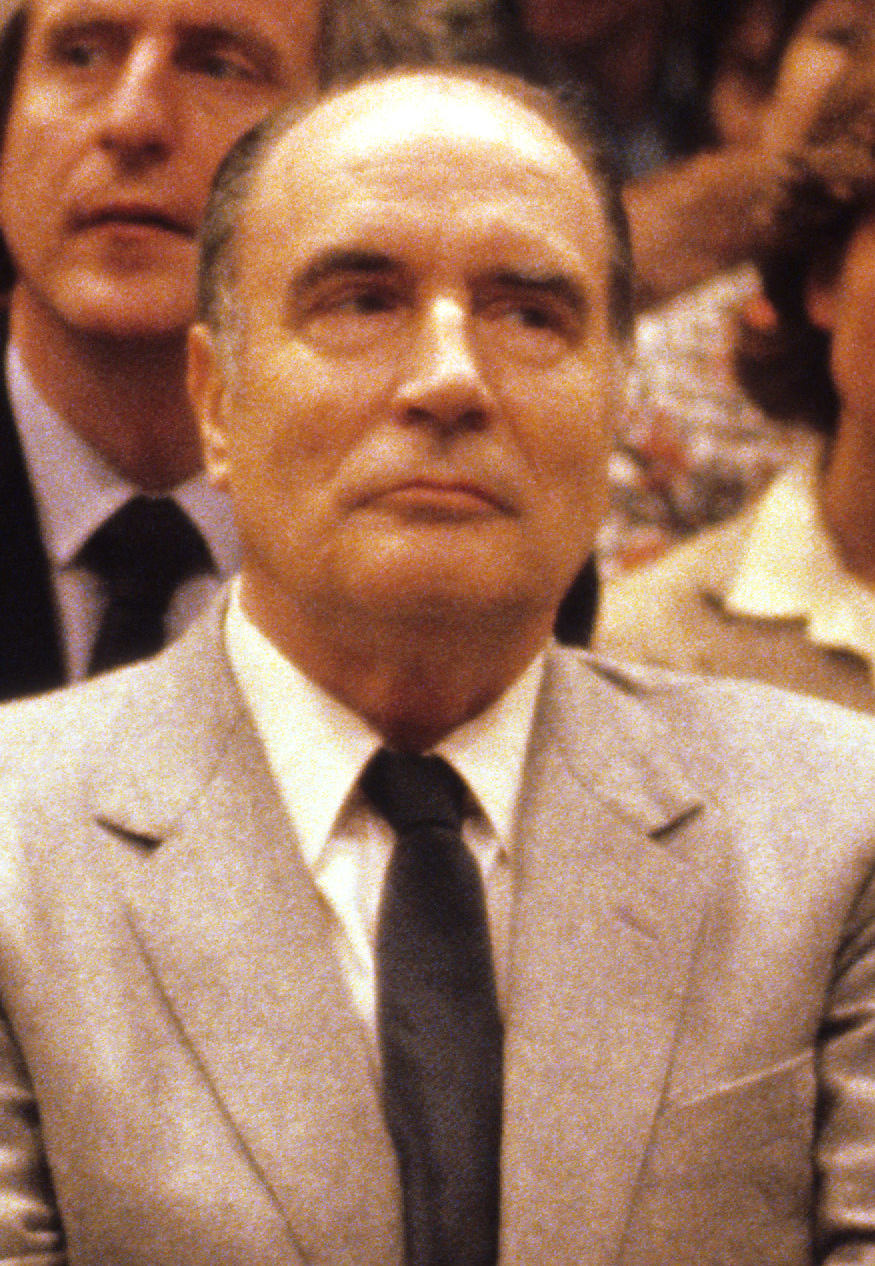
François Mitterrand, élu.
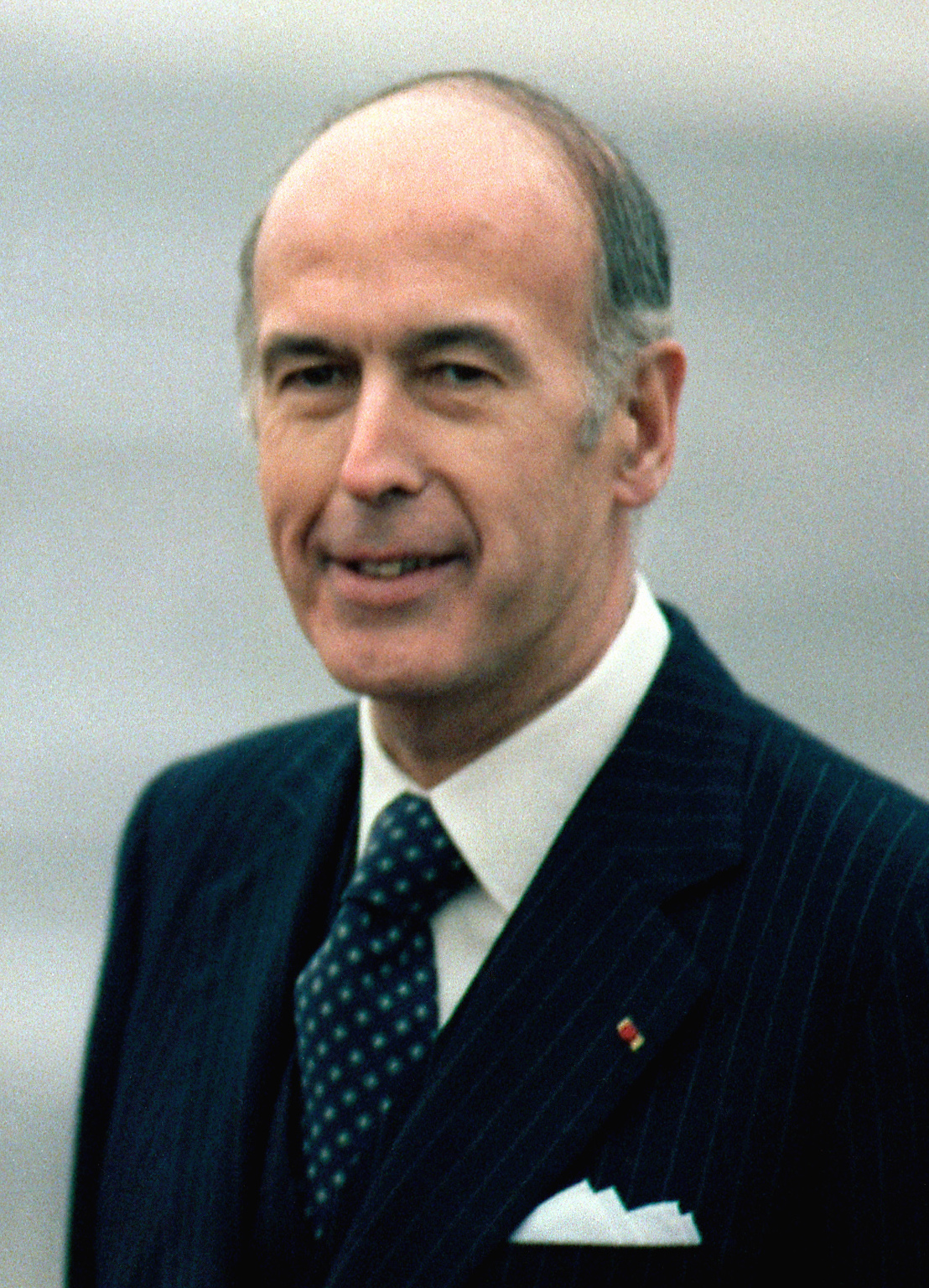
Valéry Giscard d'Estaing, battu.

- Titre : Campagne en vue de l'élection du président de la République
- Protagonistes : Valéry Giscard d'Estaing (28,32 %) et François Mitterrand (25,85 %)
- Présentateurs : Jean Boissonnat, (journaliste à L'Expansion et éditorialiste à Europe 1) et Michèle Cotta (journaliste rédactrice en chef à RTL)
- Lieu : Studio 101 de la Maison de la Radio à Paris
- Réalisateur : Lucien Gavinet
- Diffusion :
- Durée : 1 h 41 min
- Audience (France uniquement) : environ 30 millions de téléspectateurs[9].

Pour la première fois dans la Ve République, les deux candidats pour le second tour sont les mêmes que lors de l'élection présidentielle précédente. Le débat télévisé de l'entre-deux-tours de l'élection présidentielle 1981 reprend donc les mêmes adversaires qu'en 1974 : cette « revanche » oppose le président de la République sortant Valéry Giscard d'Estaing et son adversaire de gauche, François Mitterrand.
Mitterrand, s'étant trouvé très mauvais face à Giscard d'Estaing en 1974, ne souhaite pas participer à ce débat. Il demande alors Serge Moati et Robert Badinter qui sont ses conseillers, de trouver un moyen pour éviter ce débat par exemple en créant un cahier des charges inacceptable pour l'équipe de Giscard. 22 points très contraignants comme l'interdiction des « plans de coupe » (le réalisateur doit filmer à tout instant la personne qui a la parole) constituent ce cahier des charges. Contre toute attente, ces règles sont acceptées et le débat a donc bien lieu. Le candidat socialiste a également obtenu que la réalisation du débat soit co-dirigée par les deux équipes de campagne, règle qui est restée pour les débats postérieurs, comme la fin des plans de coupe.
« Proche de François Mitterrand », Michèle Cotta fait partie avec Boissonnat d'une liste de journalistes pressentis pour animer ce débat. « Mitterrand soumet au camp adverse une liste de quatre journalistes, tous étrangers à la télévision, ceux du petit écran étant à ses yeux subordonnés au pouvoir politique. Giscard choisit les deux premiers par ordre alphabétique ». Les deux autres journalistes dans la liste sont Jean-François Kahn et Guy Thomas.
Ce débat est organisé par la commission de contrôle avec l'accord des représentants des deux candidats. Il se déroule en public ; la commission de contrôle a demandé préalablement aux personnes dans la salle de « ne pas manifester leurs sentiments ».
Le script comprend 3 grands thèmes : les problèmes de politique intérieure, les questions sur la vie quotidienne des Français et sur la vie économique, puis les questions de politique extérieure. Les candidats répondent ensuite pendant 10 minutes à des questions générales posées par les journalistes. Enfin, chacun dispose de 5 minutes pour énoncer sa conclusion.
Le tirage au sort effectué avant l'émission a désigné Valéry Giscard d'Estaing comme le premier intervenant et François Mitterrand comme le dernier à donner sa conclusion (comme en 1974).
Trois petites phrases ont été particulièrement retenues à la suite de ce débat, liées à l'ethos de présidentiable. Toutes émanent de Mitterrand, plus aguerri : la première est l'un des rares cas de jeu de mots des débats de l'entre-deux-tours des présidentielles, fondé sur la paronomase in praesentia : « Vous avez tendance à reprendre le refrain d'il y a sept ans : l'homme du passé. C'est quand même ennuyeux que, dans l'intervalle, vous soyez devenu, vous, l'homme du passif » ; dans la seconde, Mitterrand refuse de se laisser traiter de façon condescendante par son adversaire et lui répond : « Les deux chocs pétroliers, c'est vrai, bien entendu, c'est pas la peine de prendre un ton professoral » ; dans la troisième, alors que Giscard d'Estaing l'interroge sur le cours du mark allemand, Mitterrand « administre une leçon à Valéry Giscard d'Estaing (ce qu'il ne se permet pas de faire en 1974 où Giscard arbore pourtant bien davantage encore un comportement de maître d’école) » selon la linguiste Catherine Kerbrat-Orecchioni : « Je vais vous dire les chiffres, mais je n'aime pas beaucoup cette méthode. Je ne suis pas votre élève, vous n'êtes pas le président de la République ici, vous êtes simplement mon contradicteur », avant de donner le chiffre en question. Mitterrand révélera ensuite dans son ultime meeting de campagne à Nantes qu'il voulait répondre en lui demandant le cours du diamant, en raison de l'affaire des diamants de Bokassa, qui affaiblit le président-candidat,.
Le vainqueur de l'élection présidentielle est François Mitterrand (51,76 %).

### Débat du 28 avril 1988

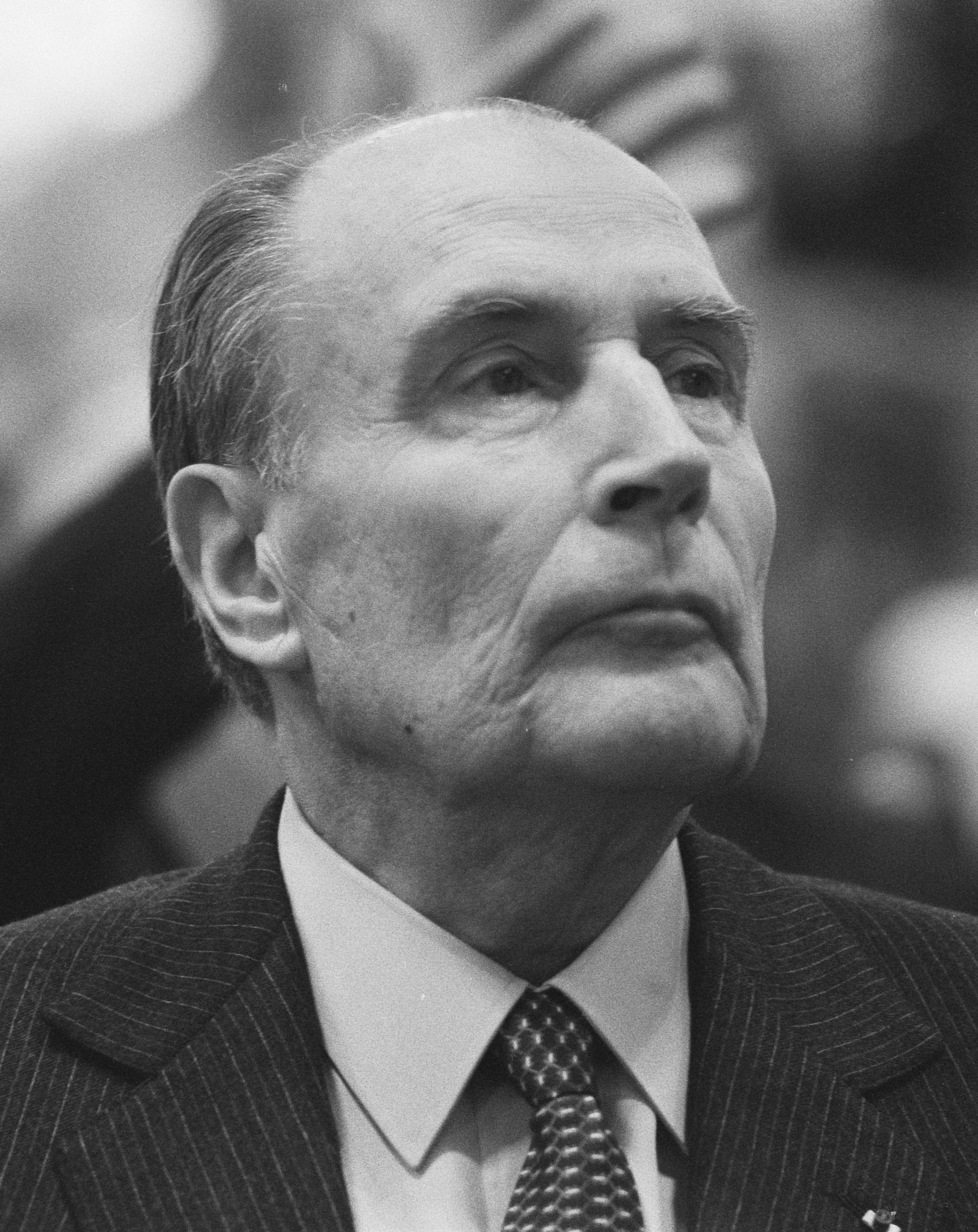
François Mitterrand, réélu.
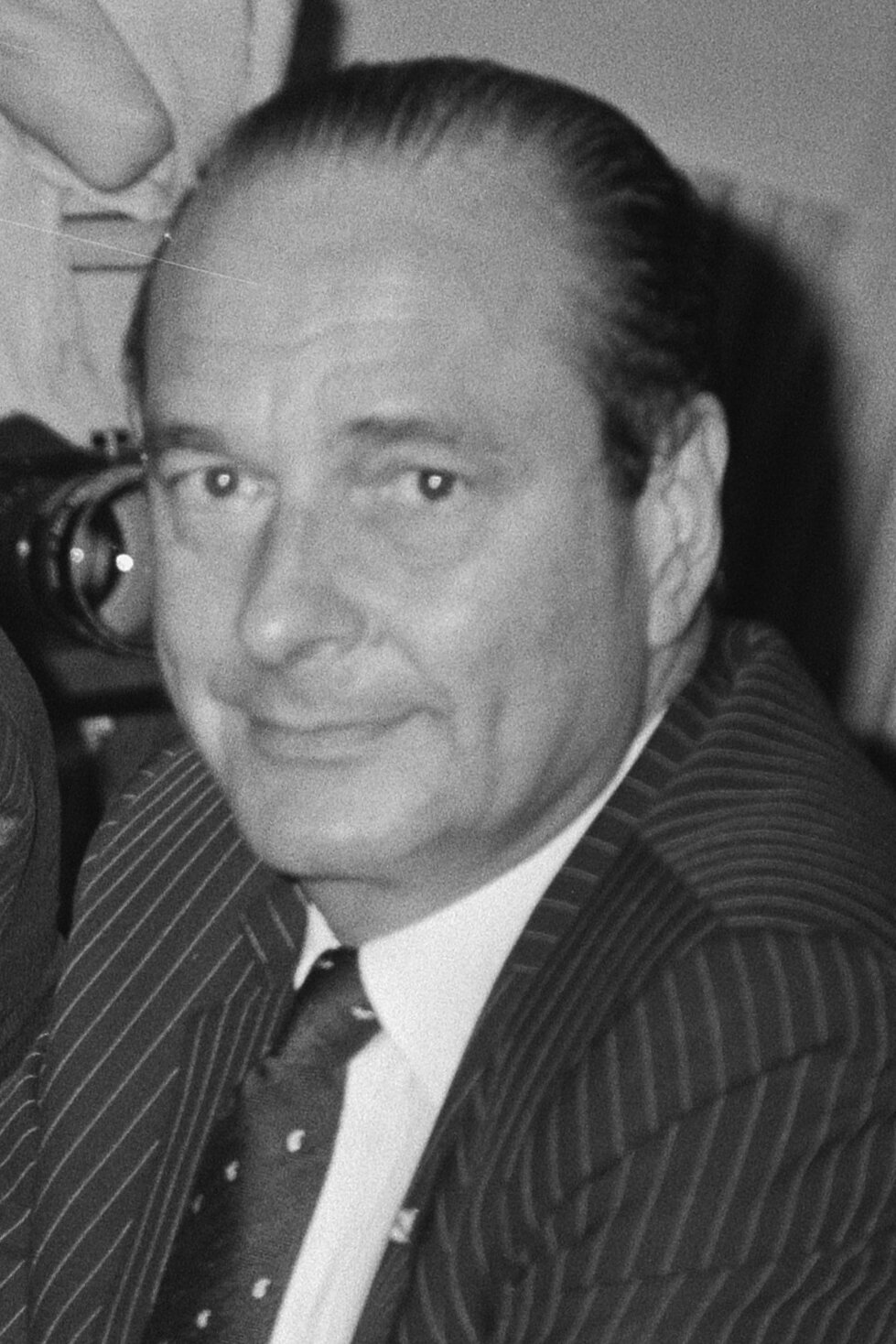
Jacques Chirac, battu.

- Titre : Le Débat
- Protagonistes : François Mitterrand (34,11 %) et Jacques Chirac (19,96 %).
- Présentateurs : Michèle Cotta, directrice de l'information de TF1 et Élie Vannier, directeur de l'information  d'Antenne 2. Il est inscrit sur l'écran : « Michèle Cotta Directeur de l'information T.F.1 » lors de l'apparition des journalistes à l'écran.
- Lieu : Studio 101 de la Maison de la Radio à Paris
- Diffusion sur TF1 et Antenne 2
- Réalisateur : Jean-Luc Leridon (choisi d'un commun accord entre les 2 chaînes)
- Durée : 2 h 15 min
- Audience (France uniquement) : environ 30 millions de téléspectateurs[9]

Le débat télévisé oppose cette fois le président sortant François Mitterrand à son adversaire, le Premier ministre Jacques Chirac. Michèle Cotta anime pour la deuxième fois le débat, après celui de 1981.
Les candidats disposent chacun de 50 minutes en tout et de 3 minutes de conclusion. Le débat s'articule autour de quatre thèmes repartis en durées précises : ils doivent converser pendant 30 minutes sur la politique intérieure et les institutions, 30 minutes sur l'Europe et les problèmes économiques et sociaux, 20 minutes sur les problèmes de société, 20 minutes sur la politique étrangère et la défense.
Filmés par trois caméras, seul le candidat qui s'exprime apparaît à l'écran. Deux chronomètres font face aux présentateurs mais ne sont pas montrés aux téléspectateurs.
Un tirage au sort, effectué avant le début de l'émission, a désigné François Mitterrand comme premier intervenant, tandis que Jacques Chirac sera le deuxième à énoncer sa conclusion.
Le premier moment le plus marquant est le clash des deux candidats sur la façon de nommer l'autre et sur ses « qualités » : François Mitterrand lance à Jacques Chirac « Je vous ai observé pendant deux ans […] Moi je continue à vous appeler monsieur le Premier ministre puisque c'est comme cela que je vous ai appelé pendant deux ans et que vous l'êtes […] ». Chirac lui fait la remarque : « Permettez-moi de vous dire que ce soir, je ne suis pas le Premier ministre, et vous n'êtes pas le président de la République, nous sommes deux candidats à égalité […], vous me permettrez donc de vous appeler monsieur Mitterrand ». François Mitterrand rétorque aussitôt ironiquement, afin de rappeler l'infériorité du statut de Chirac, par une boutade sarcastique : « Mais vous avez tout à fait raison, monsieur le Premier ministre ». Plus tard dans le débat, Jacques Chirac finit par dire « monsieur le président » en s'adressant à François Mitterrand. Ce dernier avait par ailleurs obtenu que la table du débat ait les dimensions exactes de celle du Conseil des ministres, où les deux hommes s'étaient réunis chaque mercredi pendant deux ans. Exemple de déstabilisation de l'opposant, cette petite phrase de Mitterrand montre l'importance des termes d’adresses utilisés par les candidats en face-à-face dans ce type de débats, et notamment la stratégie de « disqualification courtoise » de l'adversaire pour dévaloriser son discours d'auto-promotion,.
Une grande tension entre les deux hommes est palpable au moment où est évoquée l'affaire Wahid Gordji, diplomate iranien impliqué dans les attentats de fin 1986 à Paris. Mitterrand affirme que Chirac lui avait déclaré que le « dossier était écrasant ». « Est-ce que vous pouvez dire, en me regardant dans les yeux, que je vous ai dit que nous avions les preuves que Gordji était coupable ? […] Pouvez-vous vraiment contester ma version des choses en me regardant dans les yeux ? », lance le Premier ministre. « Dans les yeux, je la conteste », répond sèchement le président.
Un « imprévu » survient dans les temps de parole et dans les thèmes lorsque les journalistes accordent deux minutes de plus aux deux débatteurs sur la situation en Nouvelle-Calédonie. Jacques Chirac dépasse même ce temps accordé par les présentateurs qui lui en font la remarque. À la fin de la première partie, Chirac se retrouve largement en avance sur Mitterrand mais cette situation ne semble pas déranger ce dernier.
Le vainqueur de l'élection présidentielle est François Mitterrand (54,02 %).

### Débat du 2 mai 1995

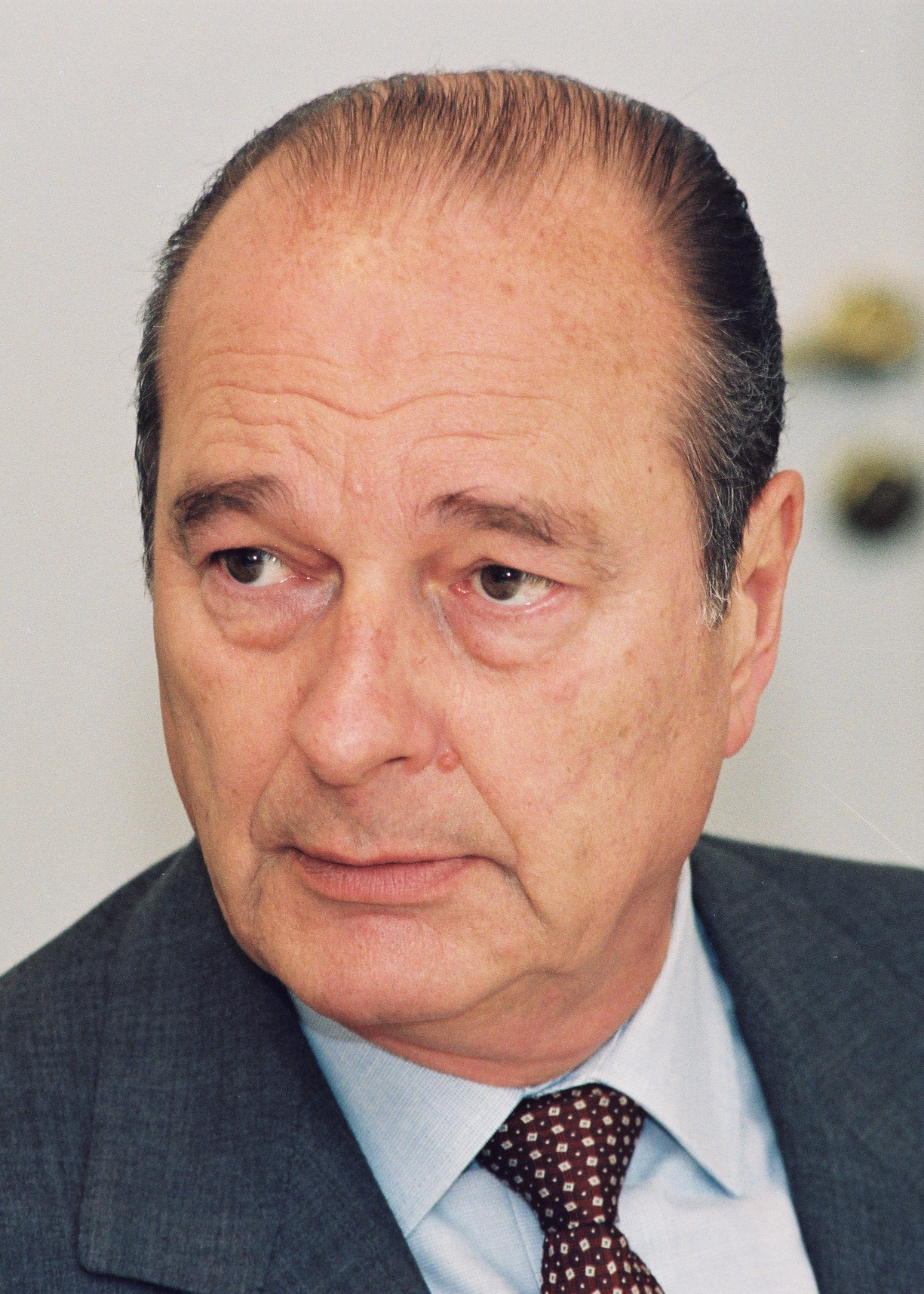
Jacques Chirac, élu.
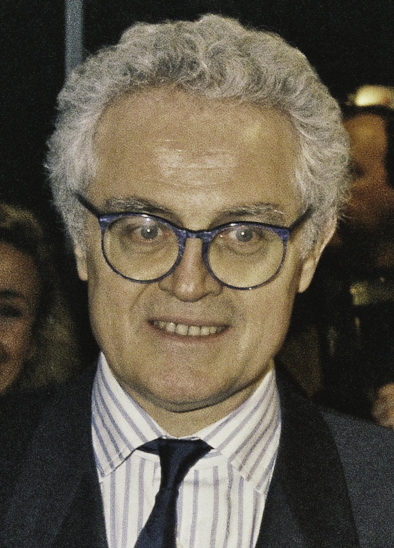
Lionel Jospin, battu.

- Titre : Le Débat
- Protagonistes : Lionel Jospin (PS) (23,30 %) et Jacques Chirac (RPR) (20,84 %)
- Présentateurs : Alain Duhamel et Guillaume Durand (directeur adjoint de la rédaction de LCI).

Patrick Poivre d'Arvor et Anne Sinclair étaient l'un et l'autre pressentis pour co-animer le débat avec Alain Duhamel mais les deux candidats les refuseront et se mettront d'accord pour que Guillaume Durand soit le deuxième présentateur. Un télex de l'Agence France-Presse (AFP) est alors envoyé à LCI pour confirmer Durand à la présentation.
- Lieu : Studio 101 de la Maison de la Radio à Paris
- Réalisateurs : Jean-Luc Leridon est secondé par Serge Moati qui filme Lionel Jospin et par Alexandre Tarta qui filme Jacques Chirac, tous deux en plan américain et sans plan de coupe. Les candidats ont choisi eux-mêmes leur réalisateur.
- Diffusion en direct sur TF1 et France 2 à 21 h
- Durée : 2 h 22
- Audience (France uniquement) : 16,78 millions de téléspectateurs[9]

Quatre thèmes principaux sont abordés (en accord avec les deux candidats) : les questions politiques, d'actualité et sur les institutions (résultats du premier tour de la présidentielle en cours, conception du rôle du président, impartialité de l'État…) ; les questions sociales (chômage, économie, emploi, fiscalité, le franc, la « fracture sociale », etc) ; les problèmes de société (banlieues, exclusion sociale, logement social, immigration, etc.) et enfin les questions européennes et internationales.
Un tirage au sort, établi préalablement, a désigné la place des candidats à la table et Lionel Jospin comme le premier intervenant. Aucun chronomètre, sous quelconque forme, n'est affiché à l'écran. 1,90 m séparent les deux protagonistes.
Ce débat de l'entre deux-tours (le quatrième depuis 1974) est moins tendu entre les deux finalistes que lors des précédentes éditions, avec peu de piques et de petites phrases. Ce débat est souvent qualifié de courtois, loin des confrontations des précédentes éditions,,. À ce propos, après qu'Alain Duhamel a posé la première question sur l'interprétation du « vote protestataire » au premier tour, Lionel Jospin ne répond pas tout de suite et confie qu'il est « heureux de faire ce débat » qui « n'a pas été possible au premier tour ». Il affirme qu'il « n'a aucun antagonisme à l'égard de Jacques Chirac, sauf en ce qui concerne ce qui peut les séparer : des convictions, des conceptions, des propositions pour les Français ».
L'une des saillies les plus marquantes reste relativement modérée et concerne la durée du mandat présidentiel (évoquée après les deux septennats du président de la République sortant François Mitterrand). Jacques Chirac, qui est contre une réforme constitutionnelle, ne se prononce pas sur le quinquennat, qu'il ne considère pas « d'actualité » même s'il a « toujours dit qu'il n'est pas contre le fait que le mandat dure cinq ans ». Il précise que « si au cours du prochain mandat, un débat doit s'ouvrir et peut s'ouvrir, alors j'y serai tout à fait favorable ». À cela, Lionel Jospin, qui y est favorable, lance : « en somme, je voudrais dire en badinant un peu mais avec un fond de sérieux » qu'« il vaut mieux cinq ans avec Jospin que sept ans avec Jacques Chirac. Ce serait bien long ». Cette remarque déclenche alors un rire de Jacques Chirac. Les deux protagonistes évoquent aussi la probabilité d'une nouvelle cohabitation dans les années à venir, représentant « un danger » selon Chirac.
Les deux finalistes disposent de 3 minutes pour énoncer leur conclusion (Chirac puis Jospin). Initialement prévu pour une durée de 2 h, le débat est rallongé de 22 minutes, même si selon Alain Duhamel « tous les sujets n'ont pas pu être abordés ».
Selon des politologues, ce débat  pouvait faire bouger d'un ou deux points les intentions de vote. Cependant, après la confrontation, Jacques Chirac restera le grand favori[réf. nécessaire]. Des journalistes des media et de la presse écrite, des politologues et des personnalités politiques telles que Pierre Moscovici qualifient souvent ce débat de « technique » et d'« ennuyeux ». Selon Guillaume Durand et Alain Duhamel, entre autres, Jacques Chirac « ne voulait pas perdre » et Lionel Jospin « ne voulait pas gagner ».
Le vainqueur de l'élection présidentielle est Jacques Chirac (52,64 %).
Deux ans après le début de son mandat, à la suite de la victoire de la gauche plurielle aux élections législatives anticipées de 1997, le président Chirac choisit Lionel Jospin comme Premier ministre et cette nouvelle cohabitation dure pendant cinq ans jusqu'en mai 2002. De plus, le quinquennat est finalement adopté à la suite de son approbation lors du référendum du 24 septembre 2000.

### Absence de débat en 2002

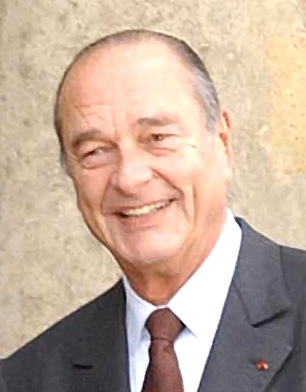
Jacques Chirac, réélu.
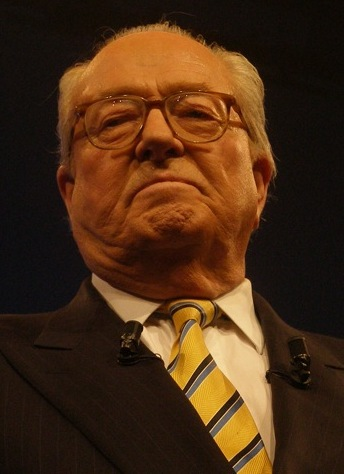
Jean-Marie Le Pen, battu.

- Protagonistes : Jacques Chirac (19,88 %) et Jean-Marie Le Pen (16,86 %)

Le second tour de l'élection présidentielle de 2002, qui a vu à la surprise générale s'opposer le président sortant, Jacques Chirac, et Jean-Marie Le Pen, a été marqué par l'absence de débat entre les deux candidats, Jacques Chirac ayant refusé de débattre avec le candidat du Front national,.
Les proches du président étaient favorables à cette décision, Alain Juppé craignant que ce soit « un match de catch contre-productif sur le plan politique ». Pourtant, les 22 et 23 avril, les déclarations dans l'entourage de Chirac étaient contradictoires. Un débat « à l'américaine » (série de questions/réponses sans confrontations) était à un moment envisagé. Pour justifier son refus, Jacques Chirac déclare, le 23 avril 2002, dans un meeting de campagne : « Face à l'intolérance et à la haine, il n'y a pas de transaction possible, pas de compromission possible, pas de débat possible. […] Pas plus que je n'ai accepté dans le passé d'alliance avec le Front national, et ceci quel qu'en soit le prix politique, […] je n'accepterai demain de débat avec son représentant. »
Au contraire, le Parti socialiste, dont le candidat, Lionel Jospin, avait été éliminé au premier tour et qui s'était rallié à Chirac, voulait une confrontation,, tout comme 69 % des Français selon un sondage réalisé par l'institut CSA le 24 avril.
Jean-Marie Le Pen en parle, de son côté, comme une « piteuse dérobade », un « véritable scandale » et accuse Chirac de « se dégonfler » et que « Le duelliste qui se dérobe est déshonoré ».
Les médias soulignent la stratégie du président sortant visant à éviter toute confrontation directe avec Jean-Marie Le Pen, jugé excellent orateur.
Grâce au « front républicain », Jacques Chirac l'emporte largement au second tour (82,21 %).

### Débat du 2 mai 2007

#### Débat Sarkozy-Royal du 2 mai 2007

Nicolas Sarkozy, élu.
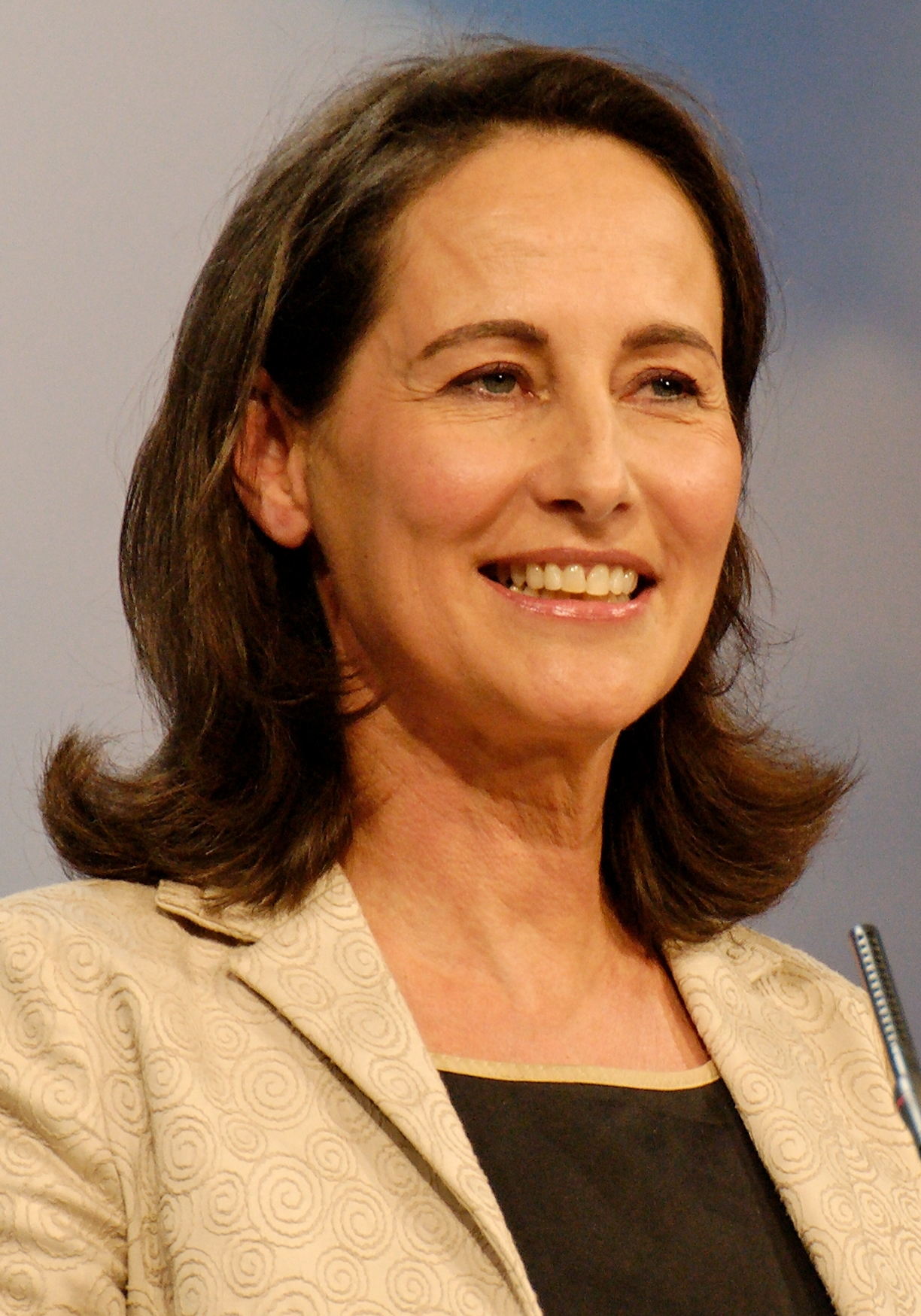
Ségolène Royal, battue.

- Titre : 2007 Le Débat
- Protagonistes : Nicolas Sarkozy (UMP) (31,18 %) et Ségolène Royal (PS) (25,87 %)
- Présentateurs : Patrick Poivre d'Arvor et Arlette Chabot
- Lieu : Studios de Boulogne
- Réalisateur : Jérôme Revon
- Durée : 2 h 39
- Audience (France uniquement) : 20,46 millions de téléspectateurs[9]
- Diffusion en direct sur TF1 et France 2 à partir de 21 h, relayé par d'autres chaînes ainsi que par des stations de radio comme RTL, France Inter et France Info. Pour la première fois, les photos des deux candidats apparaissent dans le générique.

Le décompte du temps de parole pour chaque candidat est affiché par un chronomètre situé sur chaque côté de la table. Initialement prévue pour une durée de 2 heures, la rencontre durera finalement 39 minutes de plus.
Le tirage au sort effectué avant l'émission désigne Nicolas Sarkozy comme le premier intervenant et Ségolène Royal la deuxième à conclure. Le script comprend quatre grands thèmes : « la conception du pouvoir et les institutions, les problèmes économiques et sociaux, les problèmes dits de société, type éducation, famille, recherche, culture, environnement et les relations internationales avec l'Europe comprise ». Une innovation est introduite dans la séquence de clôture, la carte blanche, pour remédier au reproche régulièrement adressé à l'issue des débats précédents, que certains thèmes n’ont pu être abordés.
Ce débat, particulièrement vif, est surtout marqué par la « colère saine » de la candidate socialiste Ségolène Royal, qui dénonce le « summum de l'immoralité politique » du candidat UMP quant à l'accueil des handicapés dans le système éducatif « normal ». En outre, les échanges comportent des erreurs factuelles sur l'énergie nucléaire de part et d'autre des candidats. Nicolas Sarkozy, qui a notamment rétorqué à Ségolène Royal que « pour être président de la République, il faut être calme » et qui l'a accusée de « perdre ses nerfs » et de « pointer l'index » vers lui, sort vainqueur du débat d'après les enquêtes réalisées par cinq instituts de sondage,.
Les candidats utilisent deux stratégies argumentatives différentes lors du débat : Ségolène Royal fait un usage important de l'autocitation qui lui permet « de réaffirmer une position, ce qui en augmente sa visibilité, sa crédibilité tout en montrant la cohérence de son programme, de ses politiques et de son personnage ». Nicolas Sarkozy cite plus souvent le discours de son interlocutrice pour en faire une « utilisation clairement polémique ».
Le vainqueur de l'élection présidentielle est Nicolas Sarkozy (53,06 %).

#### Autre débat: Royal-Bayrou du 28 avril 2007
Pour la première fois dans l'histoire de l'élection présidentielle française, la deuxième candidate qualifiée pour le second tour, Ségolène Royal, a débattu avec le troisième candidat, non qualifié, François Bayrou, fort des 18,57 % des suffrages qui se sont portés sur lui au premier tour. Initialement prévu pour être tenu devant la presse quotidienne régionale puis sur Canal+, le débat (qui était plutôt un échange d'idées qu'une confrontation) fut finalement diffusé en direct sur la chaîne d'informations BFM TV.

### Débat du 2 mai 2012

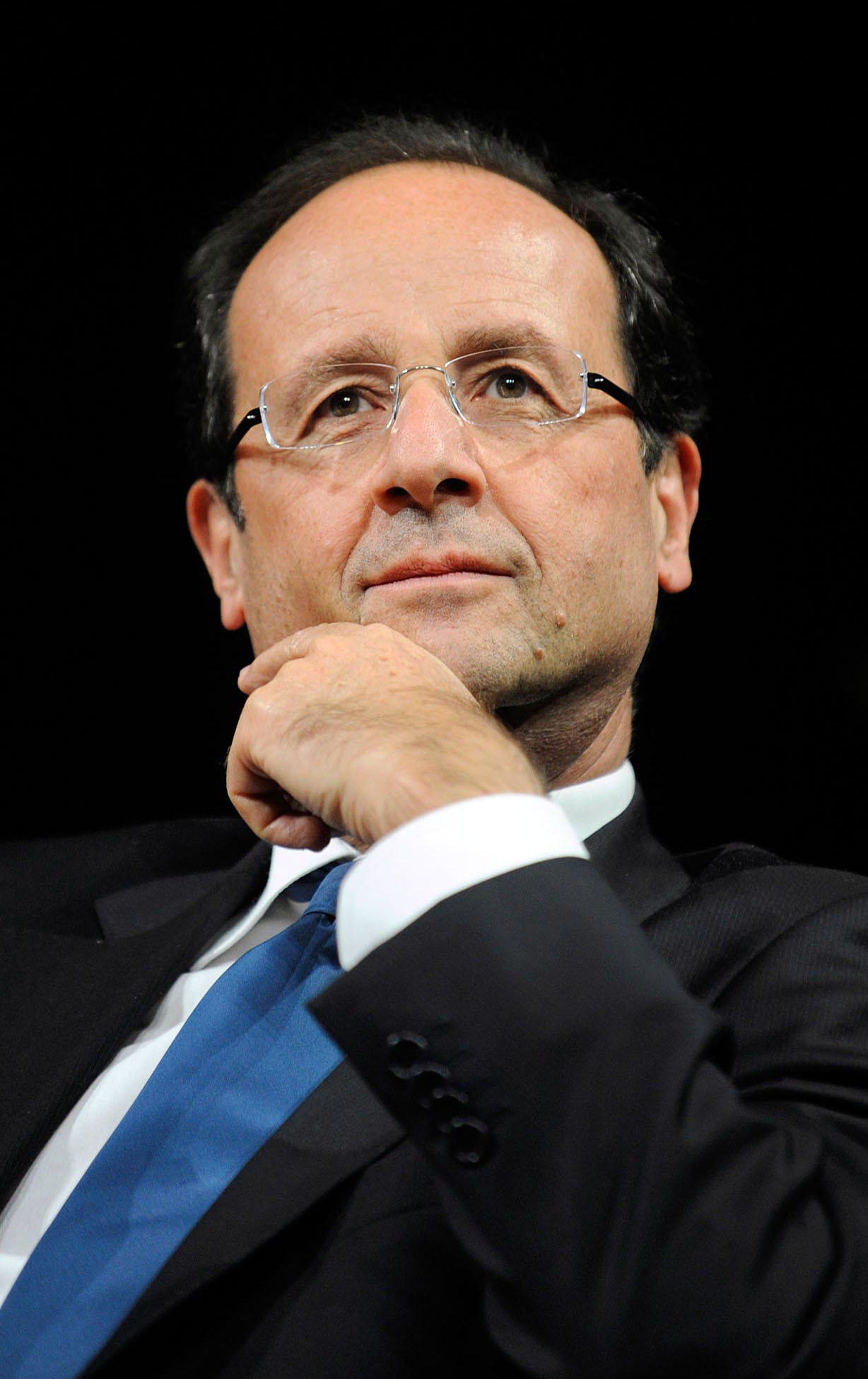
François Hollande, élu.
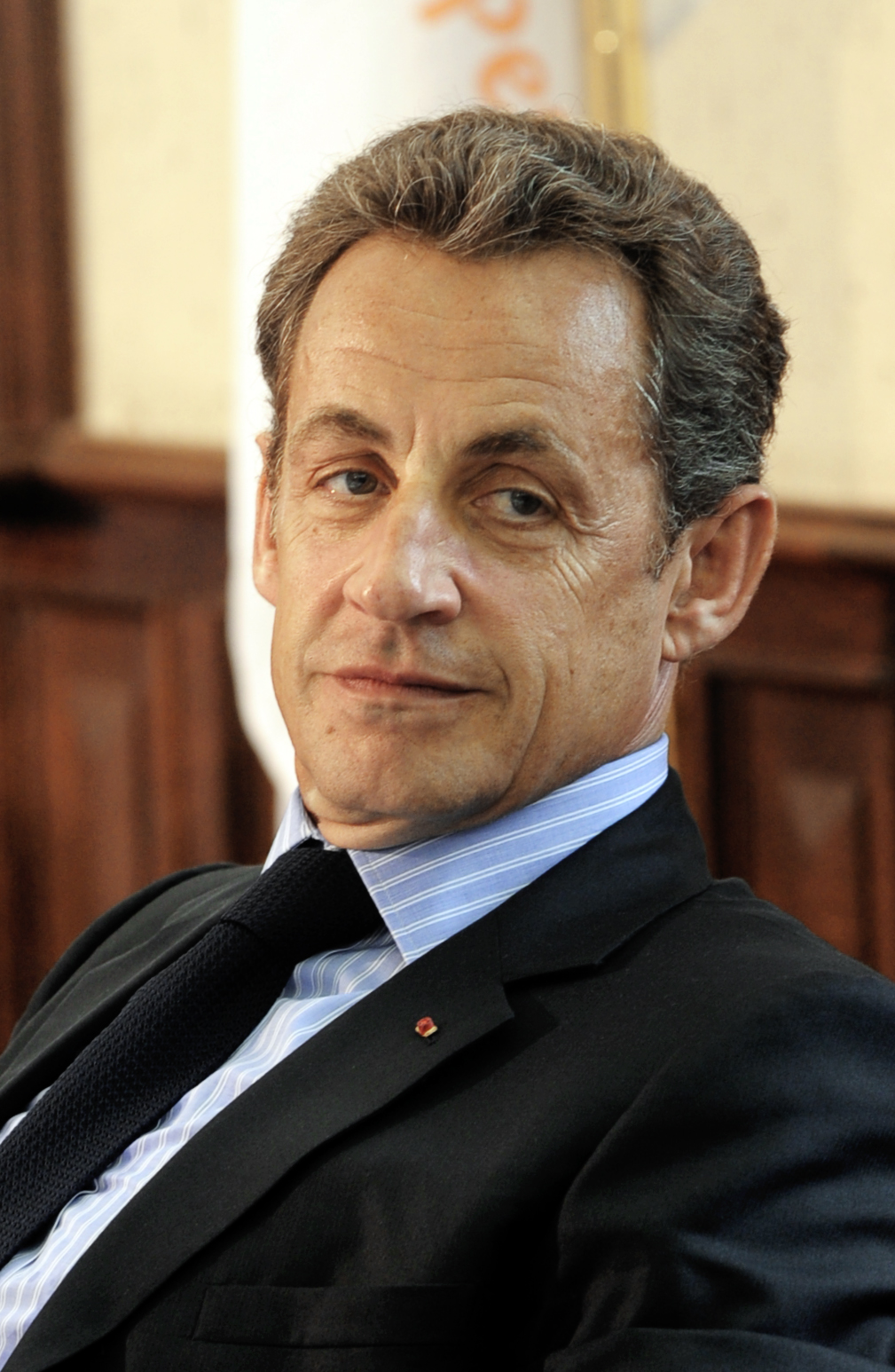
Nicolas Sarkozy, battu.

- Titre : 2012 Le Débat
- Protagonistes : François Hollande (28,63 %) et Nicolas Sarkozy (27,18 %)
- Présentateurs : Laurence Ferrari et David Pujadas
- Lieu : Studios de La Plaine Saint-Denis
- Réalisateur : Jérôme Revon[39]
- Durée : 2 h 50
- Audience (France uniquement) : 17,79 millions de téléspectateurs[40]

Le débat télévisé de l'entre-deux-tours de l'élection présidentielle de 2012 entre le président sortant Nicolas Sarkozy et François Hollande a lieu le 2 mai à 21 heures. Il est diffusé en direct sur TF1, France 2, BFMTV, i-Télé, LCI, France 24, LCP, Public Sénat et France 3 (en rediffusion) ainsi que par RTL, Europe 1, France Inter, France Info et RFI.
Ce débat commence à 21 h mais s'achève plus tard que prévu, aux environs de 23 h 50.
Chose inédite, Nicolas Sarkozy et François Hollande s'étaient auparavant affrontés en face-à-face quatre fois, dans des débats plus courts (hors rencontres dans des soirées politiques événementielles) : à Mots croisés, en 1998, à un mois des élections régionales ; en 1999, sur Public, pour les élections européennes ; en 2003, au théâtre du Rond-Point, sur les signes religieux à l'école ; en 2005, dans Le Grand Jury, sur le référendum de la constitution européenne.
À la suite du tirage au sort organisé avant le débat, François Hollande prend la parole en premier, Nicolas Sarkozy concluant les interventions. Les thèmes abordés sont, dans l'ordre : l'économie, le pouvoir d'achat, la crise de la dette, l'immigration, le nucléaire, la fonction présidentielle et la politique étrangère.
Le débat est marqué par l'humour et l'ironie pratiqués par les deux candidats selon la linguiste Catherine Kerbrat-Orecchioni. Lors de leurs échanges, François Hollande trouve que « quoi qu'il arrive, quoiqu'il se passe », Nicolas Sarkozy « est toujours content ». Pour répondre à la formule de « président normal » que souhaite être François Hollande et qu'il a évoqué pendant la campagne, Sarkozy lui rétorque que « président de la République n'est pas une fonction normale » et que sa « normalité n'est pas à la hauteur des enjeux ».
Un des moments marquants du débat fait suite à la question de Laurence Ferrari « Quel président comptez-vous être ? », à laquelle François Hollande répond par l'anaphore « Moi président de la République ». Cette expression est prononcée 15 fois après qu'il a dit deux fois « président de la République » (sans le « moi »). En 2017, Laurence Ferrari décrit cette séquence comme « un moment long sur le plateau » (elle dure 3 minutes 30).
Vingt minutes avant la fin du débat, alors que les deux candidats conversent sur leur entourage et collaborateurs, Nicolas Sarkozy évoque Dominique Strauss-Kahn, dont l'affaire du même nom a débuté un an plus tôt.
Ce débat est le plus long à ce jour (d'une durée de 2 heures et 50 minutes).
Temps de parole total : 
- François Hollande : 72 minutes et 17 secondes ;
- Nicolas Sarkozy : 72 minutes et 17 secondes.

Le vainqueur de l'élection présidentielle est François Hollande (51,64 %).

### Débat du 3 mai 2017
- Emmanuel Macron,
élu.
- Marine Le Pen,
battue.

- Titre : 2017 Le Débat
- Protagonistes : Emmanuel Macron (24,01 %) et Marine Le Pen (21,30  %)
- Présentateurs : Christophe Jakubyszyn et Nathalie Saint-Cricq[48]
- Lieu : Studio 107 de La Plaine Saint-Denis
- Réalisateur : Tristan Carné[49]
- Durée prévue : 2 h 20[48], durée effective : 2 h 30.
- Diffuseurs télévisés : en direct sur TF1, France 2, La Chaîne parlementaire, BFM TV, CNews, LCI, France Info, en différé sur France 24, TV5Monde.
- Diffuseurs radio : RTL, France Info, France Inter, Europe 1, RFI
- Diffuseurs internet : YouTube, Dailymotion, Facebook, Twitter
- Audience : 16,5 millions de téléspectateurs sur TF1, France 2 et les chaînes d'information en continu qui relayaient le programme[50]

Le CSA, souhaitant la parité, demande un duo mixte pour animer le débat. Après que le représentant de Marine Le Pen a récusé le nom d’Anne-Claire Coudray jugée par le Front national trop complaisante à l'égard d'Emmanuel Macron, les deux candidats se mettent d'accord  pour un duo inédit proposé par les chefs de l'information de TF1 et de France 2 Catherine Nayl et Michel Field : Christophe Jakubyszyn, directeur adjoint chargé du service politique de TF1-LCI, et Nathalie Saint-Cricq, responsable du service politique de France 2, qui seront qualifiés par certains commentateurs de « dramatiquement absents », voire de « fantôches », en raison de leur nombre élevé d'interventions (pas moins de 400 prise de paroles) se révélant inefficaces à canaliser un débat houleux.
Les protagonistes sont filmés par 14 caméras et, pour la première fois depuis le débat de 1974, les plans de coupe sont autorisés. Par tirage au sort, Marine Le Pen est placée à gauche de l'écran et la première à s'exprimer, Macron étant placé à droite et le dernier à conclure. Elle attaque immédiatement son adversaire avec énergie, donnant ainsi le ton d'un débat tendu et agressif. Les réactions, de la presse, comme du public sur les réseaux sociaux, dénoncent une confrontation houleuse, manquant de profondeur et souvent approximative. Globalement, selon les commentateurs, Emmanuel Macron semble s'être mieux sorti de l'exercice, résistant à la pugnacité de son adversaire et cherchant à développer le débat de fond,. D'après Gérard Courtois, éditorialiste au Monde, ce débat est le premier à avoir sensiblement modifié le rapport de forces entre les deux candidats finalistes d'une élection présidentielle au regard de l'agrandissement de l'écart observé entre Emmanuel Macron et Marine Le Pen. Dans ce débat, les phrases choc n'ont pas été rares.
Temps de parole total :
- Marine Le Pen : 1 h 02 min 50 s
- Emmanuel Macron : 1h 02 min 32 s

Ce débat a donné naissance à de nombreux détournements, parodies et mèmes sur internet, notamment :
- une capture d'écran de Nathalie Saint-Cricq faisant la moue pendant le débat[61],[62],[63] ;
- la « poudre de perlimpinpin »[64],[65],[66] évoquée par Emmanuel Macron pour qualifier la proposition de Marine Le Pen d'expulser tous les fichés S et de « fermer les frontières » pour lutter contre le terrorisme : « il y a des pays, nombreux malheureusement, qui ne sont pas dans Schengen et qui ont été frappés par le terrorisme. [...] Ce que vous proposez, comme d'habitude, c'est de la poudre de perlimpinpin. »[67] ;
- l'imitation exagérée de Marine Le Pen (« regardez, ils sont là, ils sont dans les campagnes, dans les villes, ils sont sur les réseaux sociaux ») à propos d'un discours d'Emmanuel Macron sur les « envahisseurs » du FN (« Vous le savez comme moi, ils sont là. Ce sont eux, nos vrais ennemis, puissants, organisés, habiles, déterminés. Vous les croisez dans les rues, dans les campagnes ou sur la toile, bien souvent masqués, aussi haineux que lâches. Vous les connaissez. Le parti des agents du désastre. Les instruments du pire. L'extrême droite française. Elle est là »)[68],[69],[70],[71].

Ce débat a été qualifié par le quotidien allemand  Die Welt comme étant « le pire débat télévisé de l’histoire de la Ve République ». Mal préparée au débat par un agenda trop chargé les jours précédents, la prestation de Marine Le Pen est jugée décevante, des médias parlant même de « naufrage » ». Lui sont notamment reprochés son agressivité et son refus d'aborder le fond des dossiers ainsi que ses erreurs sur l'euro.
Malgré une audience jugée relativement faible (16,5 millions de téléspectateurs), ce débat dessert largement Marine Le Pen dans les études d’opinion qui suivent. En effet, l'agressivité de Marine Le Pen envers son adversaire, ainsi que le fait qu'elle ait tenté d'utiliser le débat pour lancer une rumeur selon laquelle Emmanuel Macron aurait un compte bancaire off-shore aux Bahamas, ont probablement découragé une partie des électeurs indécis de voter pour elle, faisant ainsi baisser son score. Cependant, ceci est à nuancer car le débat n'a pas eu d'impact sur une grande partie des électeurs indécis. Ce débat a probablement également eu une influence sur les élections législatives qui ont eu lieu le mois suivant, en accentuant la baisse du vote Front national puisqu'il aurait découragé une partie des sympathisants lepénistes de voter pour les candidats du Front national. La prestation de Marine Le Pen suscite également des inquiétudes sur ses capacités présidentielles et fragilise le FN.
Des médias tels que Le Canard enchaîné ou Le Soir expliquent la piètre prestation de Marine Le Pen par le fait que certains de ses conseillers — qui avaient visionné une vidéo d'Adriano Segatori, un psychiatre et psychothérapeute italien, décrivant Emmanuel Macron comme un « psychopathe » à partir d'images et d'éléments biographiques du candidat d'En marche — ont préconisé à la candidate frontiste d'adopter une stratégie agressive afin de lui faire perdre son sang-froid,. Ces médias mettent également en doute l'impartialité d'Adriano Segatori dans son analyse, celui-ci étant proche de mouvances de droite dure et d'extrême droite italiennes, tels que la Ligue du Nord et CasaPound,. En outre, Emmanuel Macron tend un piège à son adversaire, distillant, dans les coulisses de TF1 puis de BFM TV, l'information selon laquelle il quitterait le plateau si Marine Le Pen se montrait trop agressive, information diffusée par BFM TV la veille du débat.
Le vainqueur de l'élection est Emmanuel Macron (66,10 %).

### Débat du 20 avril 2022

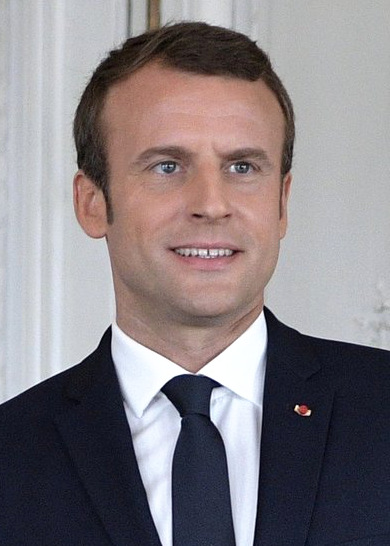
Emmanuel Macron, réélu.
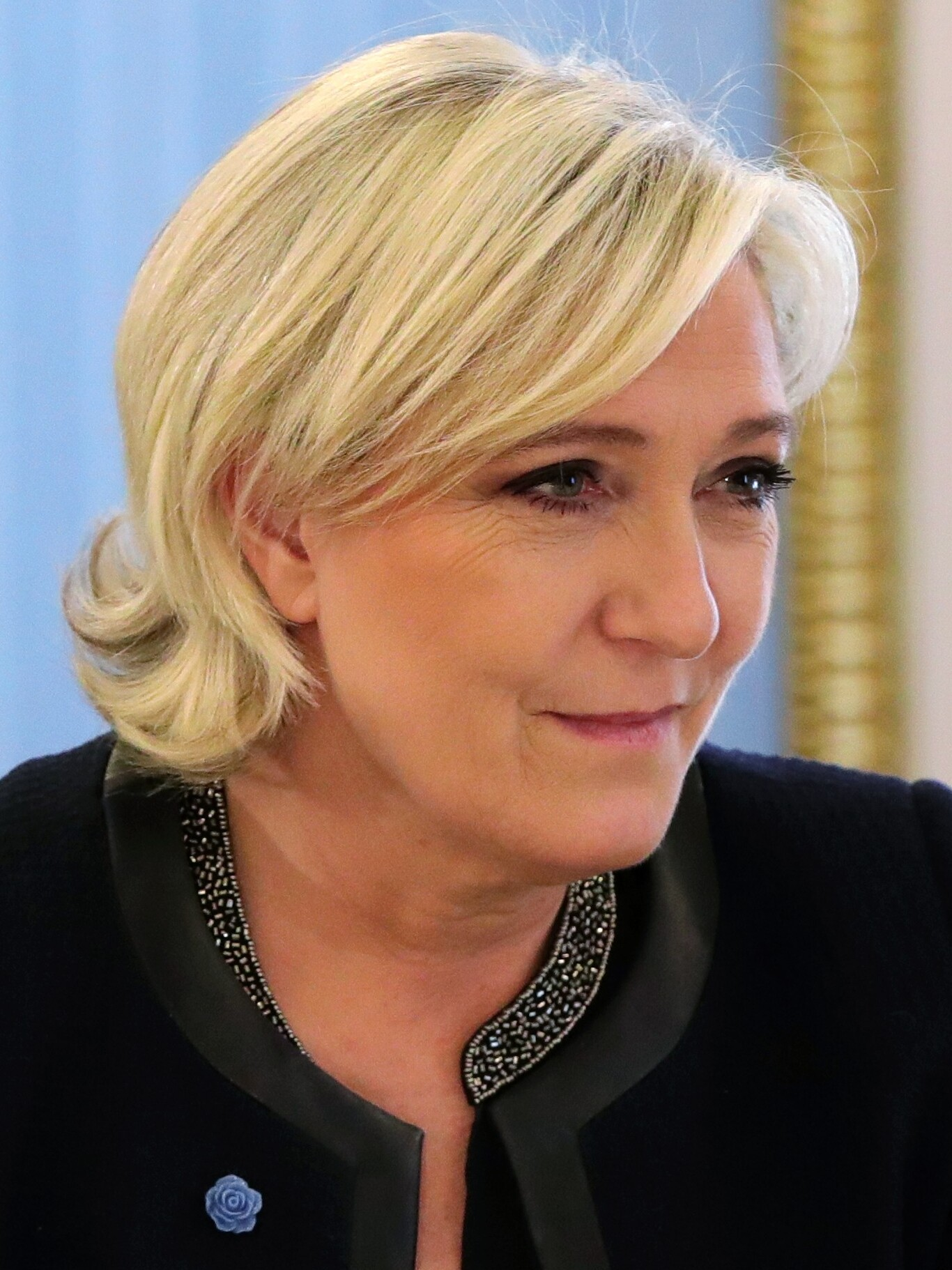
Marine Le Pen, battue.

- Titre : Le Débat

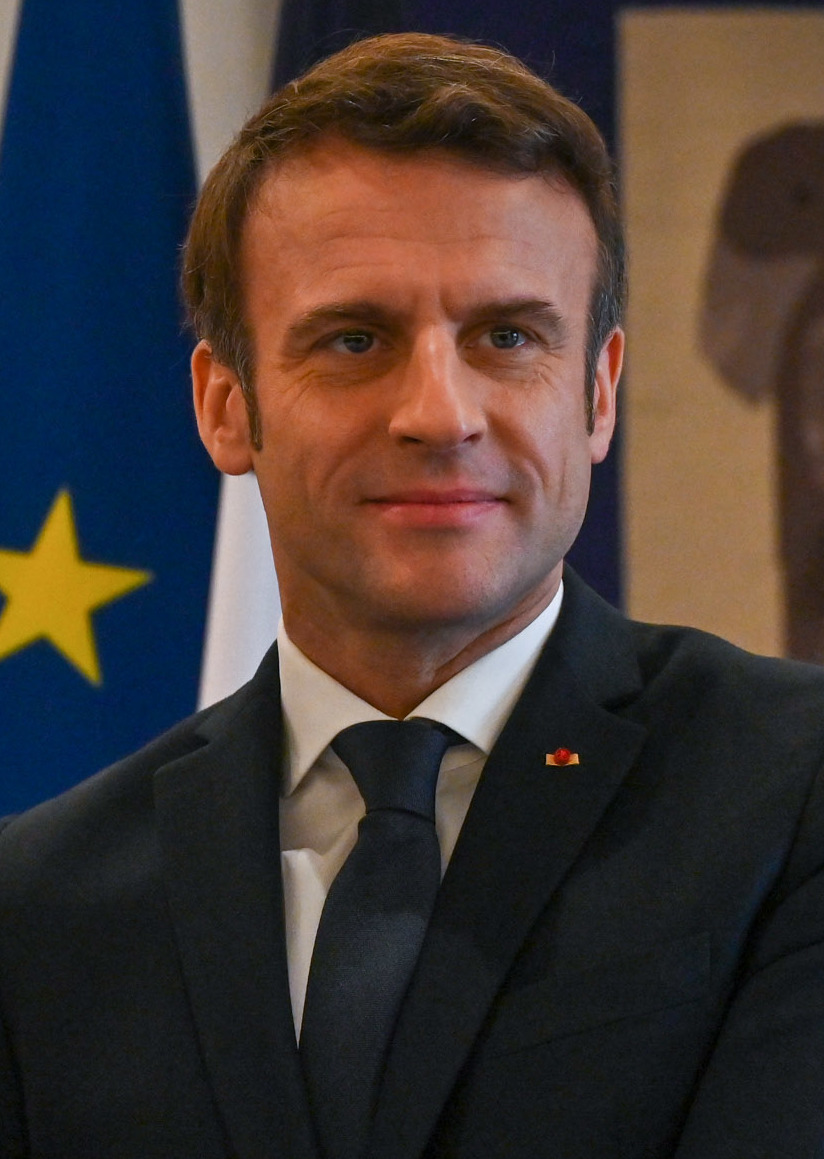
Protagonistes : Emmanuel Macron (27,85 %) et Marine Le Pen (23,15 %)
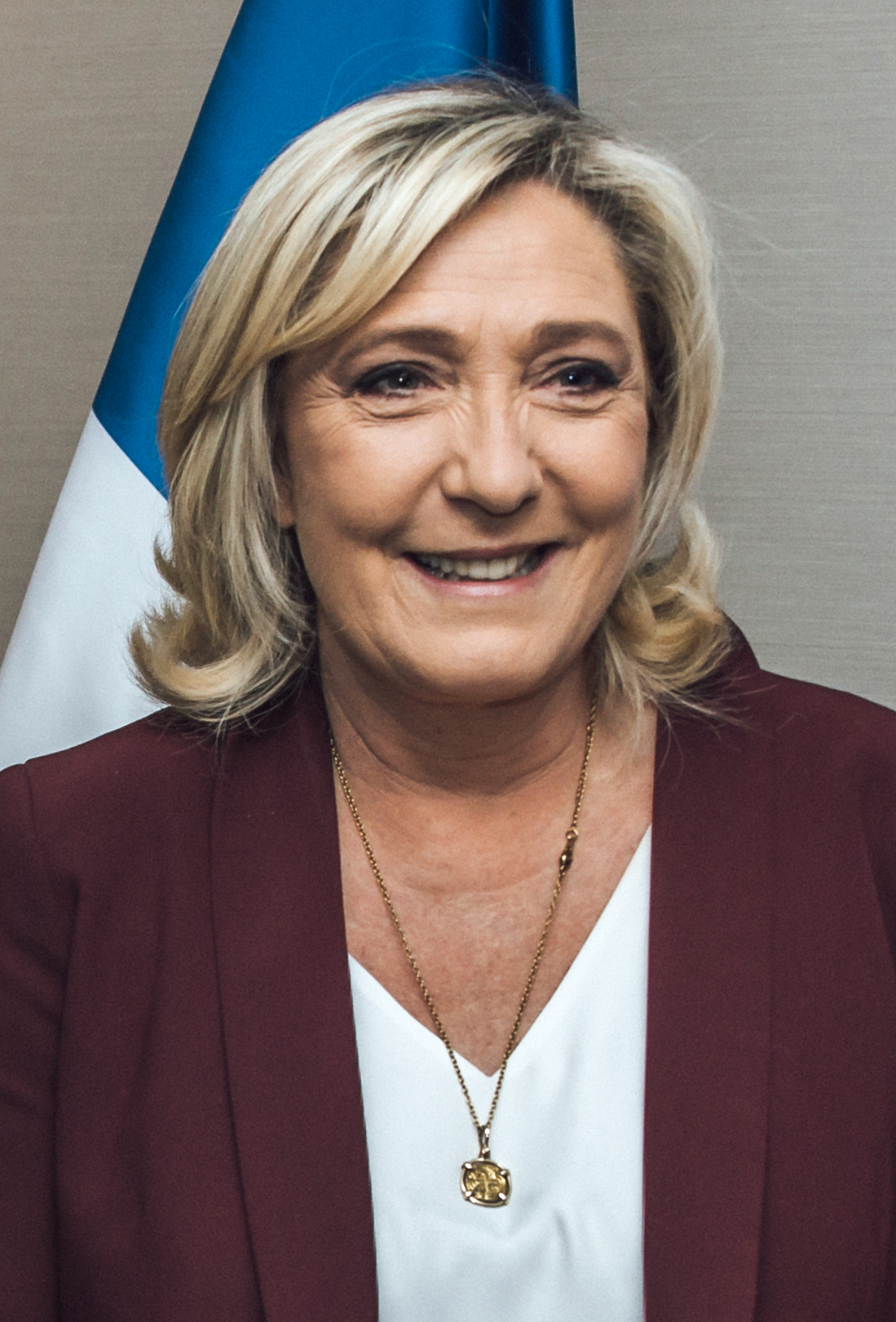
Marine Le Pen, battue.

- Présentateurs : Gilles Bouleau et Léa Salamé[84]
- Lieu : Studio 5 du Lendit à la La Plaine Saint-Denis
- Réalisateur : Didier Froehly[84]
- Durée prévue : 2 h 30[84], durée effective : 2 h 50.
- Diffuseurs télévisés : en direct sur TF1, France 2, La Chaîne parlementaire, BFMTV, CNews, LCI, France Info
- Diffuseurs radio : France Inter, France Info, Europe 1, RTL
- Diffuseurs internet : YouTube, Twitch, Facebook, Twitter
- Audience : 15,5 millions à la télévision (la plus faible audience depuis l’instauration de ce type de débat) pour une part d'audience de 67,7 % sur TF1, France 2 et les chaînes d'information en continu qui relayaient le programme[85]

Pour la première fois depuis 1981, les deux protagonistes du débat de l'entre-deux-tours sont identiques à celui du débat précédent, le président sortant Emmanuel Macron et Marine Le Pen ayant tous deux recueilli suffisamment de suffrages pour s'affronter à nouveau au second tour de l'élection présidentielle. Pour animer le débat, les deux présentateurs du journal de 20 heures Gilles Bouleau et Anne-Sophie Lapix sont pressentis. Cette dernière est cependant recalée par les deux candidats, jugée trop « pugnace » ou « critique ». C'est finalement Léa Salamé, qui a animé les soirées présidentielles de France 2 durant la campagne, qui est sélectionnée en accord avec les candidats pour compléter le binôme mixte souhaité par l'Arcom (nouvelle entité du CSA). À la réalisation, Didier Froehly succède à Tristan Carné.
Ce débat contraste largement avec celui de 2017 puisqu'il est jugé plus calme et respectueux. Les deux candidats ont tâché de présenter leur programme et non de s'invectiver. Même si Marine Le Pen est jugée bien meilleure qu'en 2017, 59 % des téléspectateurs jugent que Macron a été le plus convaincant (contre 39 % pour Le Pen).
Comme en 2017, les moments les plus marquants du débat ont fait l'objet d'analyses, mais également de mèmes et de détournements, notamment :
- un tweet de soutien à l'Ukraine de Marine Le Pen datant de 2014, imprimé sur une feuille A4 brandie devant Emmanuel Macron[90],[91] ;
- l'expression d'Emmanuel Macron lors d'un plan d'écoute, mine perplexe et tête posée sur ses mains[92],[93] ;
- le vocabulaire employé par Emmanuel Macron durant le débat, notamment « ripoliner la façade »[94] et « finito »[95] concernant la sortie de l'Union européenne souhaitée par Marine Le Pen, ou encore sa mention de l'illusionniste Gérard Majax[96] en parlant des chiffres du chômage ;
- le néologisme « climatohypocrite »[97],[98] utilisé par Marine Le Pen, en réponse au terme « climatosceptique » évoqué par Emmanuel Macron.

Le vainqueur de l'élection est Emmanuel Macron (58,54 %).